# イジラク (衛星)
イジラクまたはイジラック（Saturn XXII Ijiraq）は、土星の第22衛星である。イヌイット群に属する。

## 発見
イジラクは2000年9月23日にブレット・J・グラドマンやジョン・J・カベラーズらの研究チームにより発見された。発見は同年11月18日に国際天文学連合のサーキュラーで公表され、S/2000 S 6 という仮符号が与えられた。この時の観測にはカナダ・フランス・ハワイ望遠鏡が用いられた。

## 名称
イジラクの名は発見者の一人であるカナダ・マックマスター大学の天文学者カベラーズの提案によるもので、イヌイットを題材にした児童図書『Hide and Sneak』（Michael Arvaarluk Kusugak 著）に登場する架空のキャラクターに由来する。
カベラースは、何ヶ月にもわたって多文化的かつカナダに因んだ名称を探していたが、適切と思える候補を見つけることができずアメリカ先住民の研究者に相談した。2001年になって彼が子供にイヌイットの物語を読み聞かせている最中に、イジラクを名称候補にすることを思いついた。物語の中でイジラクはかくれんぼをしており、これは発見するのが難しい土星の小さい衛星と似ていた。また土星の衛星は非常に低温であり、これはカナダ北極圏に似ていた (イジラクを発見した観測チームにはカナダ人、ノルウェー人、アイスランド人がおり、北方出身という点で共通点があった)。カベラースは本の著者である Michael Arvaarluk Kusugak に許可を得てこの天体の名称を提案した。
その後この名称は2003年8月8日に承認され、また Saturn XXII という確定番号が与えられた。

## 軌道
イジラクはイヌイット群に属する不規則衛星の1つであり、土星からおよそ1141万km離れた軌道を451日かけて公転している。軌道はキビウクのものと非常に似ている。イジラクはキビウクと同様、古在共鳴の状態にあると考えられている。そのため軌道離心率が上昇する間は軌道傾斜角が減少する、あるいはその逆の変化を周期的に行っている。また、近点引数は 90° の周囲を 60° の振幅で振動している。

## 物理的特徴
イジラクの大きさの詳細は不明だが、アルベドを0.06と仮定すると、半径は 6 km と推定される。
イジラクはイヌイット群の一員であるが、最近の観測では同じイヌイット群の衛星であるキビウク、シャルナクとパーリアクよりも明確に赤い色を示すことが分かっている。スペクトルの傾きの大きさは他のイヌイット群の衛星よりも2倍も大きく、100 nm あたり20%の変化を示す。この値はセドナのような赤い太陽系外縁天体にはよく見られるものだが、不規則衛星には見られなかったものである。さらに、他の3つの衛星では水和物の存在を示唆する 0.7 µm での弱い吸収が見られているものの、イジラクでは検出されていない。